# لينا مورغان
لينا مورغان (بالإسبانية: Lina Morgan) (و. 1936 – 2015 م) هي ممثلة، ونجمة سينما، من إسبانيا، ولدت في مدريد، توفيت في مدريد، عن عمر يناهز 79 عاماً.

## وصلات خارجية
- لينا مورغان على موقع IMDb (الإنجليزية)
- لينا مورغان على موقع ألو سيني (الفرنسية)
- لينا مورغان على موقع أول موفي (الإنجليزية)
- لينا مورغان على موقع قاعدة بيانات الفيلم (الإنجليزية)
- لينا مورغان على موقع كينوبويسك (الروسية)

لينا مورغان في قاعدة بيانات الأفلام على الإنترنت